# Friedrich Christoph Förster

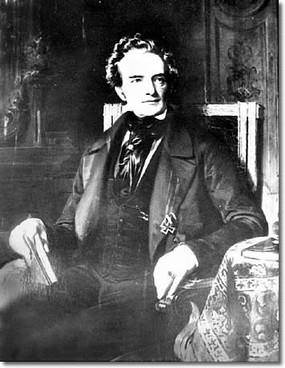
Friedrich Christoph Förster met het IJzeren Kruis in het knoopsgat.

Friedrich Christoph Förster (Münchengosserstadt, 24 september 1791 - Berlijn, 8 november 1868) was een Duits militair, schrijver en dichter.
In de Duitse bevrijdingsoorlog tegen Napoleon I bracht Förster het al snel tot kapitein. Hij werd met het IJzeren Kruis IIe Klasse gedecoreerd. In deze oorlog schreef hij populair geworden nationalistische liederen. Hij studeerde theologie en kunstgeschiedenis. Na wegens zijn democratische gezindheid uit het Pruisische leger te zijn ontslagen werd hij in 1827 medewerker aan het Koninklijk Museum in Berlijn, hij mocht zich daarom "Hofrat" noemen. Hij was oprichter en secretaris van de Wissenschaftlicher Kunstverein.

## Publicaties
Beitrage zur neueren Kriegsgeschichte (Berlijn, 1816); Grundzuge der Geschichte des preussischen Staates (Berlijn, 1818); Der Feldmarschall Blücher und seine Umgebungen (Leipzig, 1820); Friedrich der Grosse, Jugendjahre, Bildung und Geist (Berlijn, 1822); Albrecht von Wallenstein (Potsdam, 1834); Friedrick Wilhelm I, König von Preussen (Potsdam, 1834-1835); Die Hübfe und Kabinette Europas im 18. Jahrhundert (Potsdam, 1836-1839); Leben und Taten Friedrichs des Grossen (Meissen, 1840-1841); Wallensteins Prozess (Leipzig, 1844); and Preussens Helden in Krieg und Frieden, neuere und neueste preussische Geschichte, 7 delen (Berlijn, 1849-1860). Deze delen beschreven de oorlog van 1813-1415. Hij redigeerde een uitgave van het werk van Hegel, bewerkte Shakespeare voor het Duitse theater en schreef het historische drama Gustav Adolf (Berlijn, 1832).
Veel van zijn werk werd gebundeld en in 1838 als Kriegslieder, Romanzen, Erzahlungen und Legenden uitgegeven.
Zijn libretto van een zangspel over Willem de Zwijger werd in 1848 als "Guillaume d’Orange ou l’Union d'Utrecht, drame lyrique en quatre actes et sept tableaux" door Auguste Clavareau in het Frans vertaald.
Het begin van een onafgemaakte autobiografie werd door H. Kletke geredigeerd en in 1873 onder de titel Kunst und Leben uitgegeven.
- Bibliothèque nationale de France: cb121749533 (data)
- Gemeinsame Normdatei: 100278043
- International Standard Name Identifier: 0000 0001 0884 8768
- Library of Congress Control Number: n87894372
- Nationale Bibliotheek van Letland: 000247111
- Nationale Bibliotheek van Tsjechië: jo2008446860
- Nationale Bibliotheek van Israël: 987007272706205171
- Nationale Bibliotheek van Polen: a0000002875546
- Nederlandse Thesaurus van Auteursnamen: 117236608
- Istituto Centrale per il Catalogo Unico: VIAV135983
- SNAC: w6pv6x4w
- Système universitaire de documentation: 133246086
- Virtual International Authority File: 32038793
- WorldCat: E39PBJbxJfGBvYwKbMjPcX8XBP